# Online Film Critics Society Awards/Bestes Szenenbild
Der OFCSA in der Kategorie „Bestes Szenenbild“ wurde nur 2002 und 2003 verliehen.
2002
Dem Himmel so fern
Gangs of New York
Der Herr der Ringe: Die zwei Türme
Minority Report
Road to Perdition
2003
Der Herr der Ringe: Die Rückkehr des Königs
Down with Love – Zum Teufel mit der Liebe!
Das Mädchen mit dem Perlenohrring
Kill Bill – Volume 1
Master & Commander – Bis ans Ende der Welt